# Tephritidae
I Tefritidi (Tephritidae Newman, 1834) sono una famiglia di Ditteri Brachiceri Ciclorrafi Schizofori Acaliptrati comprendente circa 500 generi con circa 5000 specie. Molte di queste specie sono di grande interesse agrario perché rientrano fra i principali fitofagi di diverse piante coltivate e sono genericamente chiamate mosche della frutta.

## Morfologia dell'adulto
| Legenda |
| 1: prescuto mesotoracico; 2: scuto mesotoracico; 3: scutello mesotoracico                                                         |
| Nervature alari: |
| C: costa; SC: subcosta; R1: ramo anteriore del radio; R2+3: ramo posteriore del radio; R4+5: ramo posteriore del radio;           |
| M: media; Cu: cubito; A1: prima anale; A2: seconda anale; Omr: omerale; R-M: radiomediale; M-Cu: mediocubitali; Cu-A: cubitoanale |
| Regioni alari: |
| al: alula; cup: cellula cup; est: estensione della cellula cup; an: lobo anale                                                    |

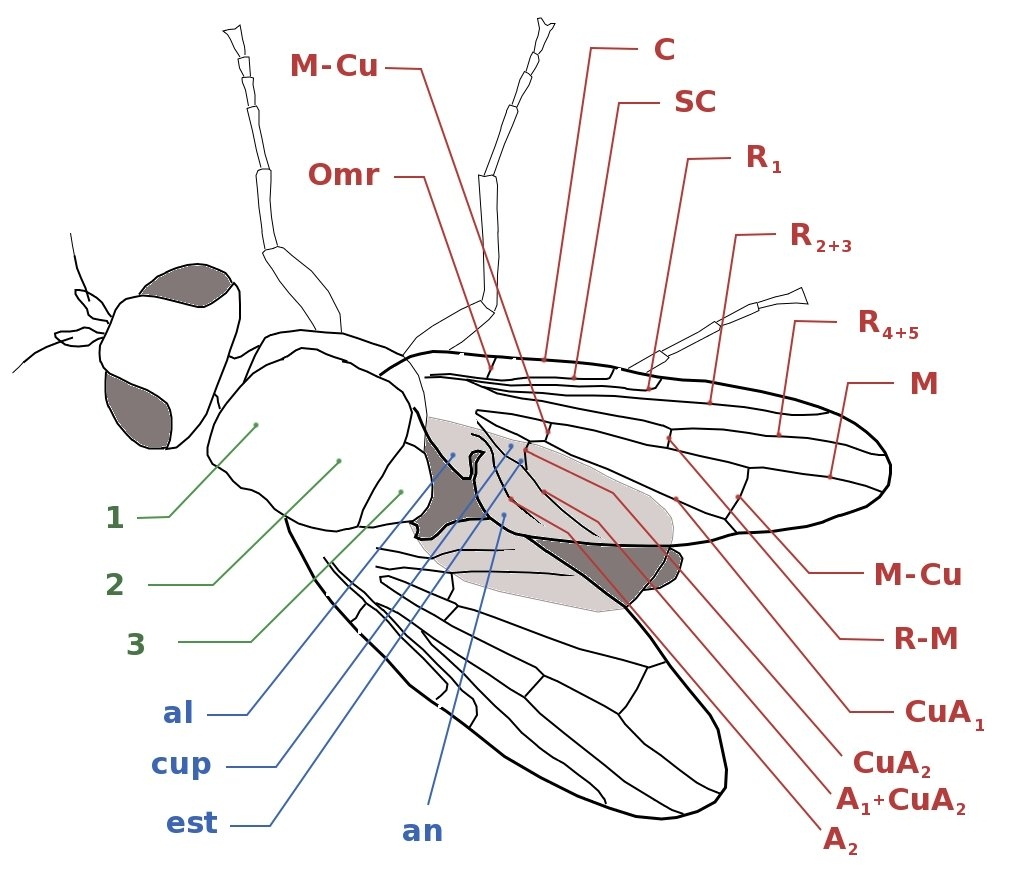
Morfologia di un Dittero Tefritide

Il capo dei Tefritidi è ipognato e porta due occhi laterali bene evidenti di lato, dal dorso e frontalmente, spesso iridescenti con riflessi a colori vivaci (verde, rosso, blu). Mancano le vibrisse e le setole fronto-orbitali inferiori sono incurvate verso l'interno. Le antenne sono aristate. L'apparato boccale è lambente-succhiatore.
Nel torace sono particolarmente sviluppati i tergiti del mesotorace, con scutello ben distinto dallo scuto, spesso di colore differente. Pronoto e metatorace sono poco sviluppati.
Le ali mostrano caratteri di notevole importanza ai fini tassonomici, sia per la distinzione dei Tefritidi dagli altri Ditteri, sia per il riconoscimento delle specie. La caratteristica comune a tutte le specie è il decorso della nervatura subcostale dell'ala, che si piega a 90 gradi e impallidisce in direzione della costale, spesso in forma di semplice piega o dissolvendosi. La nervatura costale è generalmente interrotta una sola volta, tuttavia in alcune specie può presentare anche 2 o 3 interruzioni. La cellula anale (cellula cup) solitamente si presenta distalmente ristretta, allungata o addirittura appuntita formando un'estensione cuneiforme fra la prima nervatura anale e la nervatura cubitoanale. Importante carattere morfologico è la presenza di macchie caratteristiche sulle ali il cui numero e la cui posizione sono utili per il riconoscimento delle specie.
Nella femmina il settimo urite è molto sviluppato e contribuisce, con la fusione tergo-sternale, alla formazione di un oviscapo rigido e conico in cui è introflesso un vero ovopositore (uriti VIII-IX) a forma di trivella (da cui tryp-, dal greco trypao=perforo) adatta alla perforazione dei tessuti vegetali. L'ottavo ed i rimanenti uriti sono introflessi a telescopio.

## Stadi giovanili
L'uovo è in generale stretto e affusolato, con superficie liscia, deposto all'interno di una cavità praticata dalla femmina con l'ovopositore. Nelle specie carpofaghe la femmina depone in genere un solo uovo nei piccoli frutti, più di uno nei grandi frutti.
Le larve sono apode, di colore bianco nelle prime fasi, color crema in quelle mature. L'apparato cefalo-faringeo è dotato di due uncini boccali, acuminati nelle specie carpofaghe, più tozzi in quelle che si nutrono di altri organi vegetali. In diverse specie la larva ha la capacità di spiccare salti con lo stesso meccanismo dei Piofilidi: il corpo si piega in modo da afferrare con gli uncini boccali l'estremità dell'addome, rilasciando la presa bruscamente l'intero corpo funziona come una piccola molla saltando.
Le pupe sono protette all'interno del pupario, un involucro ellissoidale formato dall'exuvia dell'ultima muta larvale, generalmente di colore bruno. L'impupamento avviene all'esterno, in qual caso la larva matura fuoriesce dall'organo attaccato, oppure all'interno dell'organo. In quest'ultimo caso la larva prepara nel frutto o nell'organo attaccato un foro di sfarfallamento per la fuoriuscita dell'adulto.

## Ecologia
Malgrado il nome comune, solo un terzo delle specie di questa famiglia ha larve carpofaghe e, pertanto, sono effettivamente mosche della frutta. Sono ad esempio carpofaghe le larve di Ceratitis, Bactrocera (Dacus), Rhagoletis, ecc. Altre vivono, spesso da galligene, nei capolini delle Composite e delle Labiate (Urophora, Tephritis, Trypeta, Myopites, Aciura, ecc.) o da fillominatrici (Euleia, Trypeta, ecc.), o anche da rizofaghe (Oxyna, Spathulina, ecc.). Vi sono comunque casi di specie carpofaghe con tendenze antofaghe (es. Bactrocera cucurbitae).

## Distribuzione e importanza
I tefritidi sono principalmente diffusi nelle regioni temperate calde e nelle regioni tropicali. Molte specie hanno una diffusione circoscritta e un'importanza locale, tuttavia alcune specie hanno una grande importanza economica per la diffusione su più continenti e per l'entità dei danni arrecati.
Fra le specie di maggiore importanza economica si citano la Mosca delle olive (Bactrocera oleae), il principale fitofago dell'olivo nel bacino del Mediterraneo, la Mosca mediterranea della frutta (Ceratitis capitata), che per la sua notevole polifagia è uno dei più temibili fitofagi per la frutticoltura nelle regioni temperate calde e tropicali di tutti i continenti,  la Mosca orientale della frutta (Bactrocera dorsalis), un altro flagello nell'Estremo oriente. Nelle regioni tropicali, infine, si sta rivelando particolarmente temibile la Bactrocera invadens, per i suoi attacchi ai frutti tropicali.

## Sistematica
La sistematica dei Tefritidi è ancora incerta e in piena evoluzione, alla luce delle informazioni sulle relazioni filogenetiche fra le specie comprese nella superfamiglia dei Tephritoidea.
La tassonomia attualmente proposta dal The Diptera site suddivide i Tefritidi in 6 sottofamiglie:
- Blepharoneurinae. Si articola in un unico taxon comprendente 5 generi con 34 specie.
- Dacinae. Si articola in tre tribù con 41 generi e 1066 specie:
  - Ceratitidini. Comprende 17 generi con 167 specie.
  - Dacini. Comprende 3 generi con 765 specie.
  - Gastrozonini. Comprende 26 generi con 134 specie.
- Phytalmiinae. Si articola in 4 tribù con 95 generi e 331 specie (5 generi con 7 specie non hanno una specifica collocazione sistematica nelle tribù):
  - Acanthonevrini. Comprende 76 generi con 281 specie.
  - Epacrocerini. Comprende 4 generi con 7 specie.
  - Phascini. Comprende 6 generi con 14 specie.
  - Phytalmiini. Comprende 4 generi con 22 specie
- Tachiniscinae. Si articola in due tribù con 8 generi e 18 specie:
  - Ortalotrypetini. Comprende 5 generi con 15 specie.
  - Tachiniscini. Comprende 3 generi con altrettante specie.
- Tephritinae. Si articola in 11 tribù con 211 generi e 1859 specie. Di questi, 4 generi con 25 specie non hanno collocazione sistematica nelle tribù.
  - Acrotaeniini. Comprende 10 generi con 99 specie.
  - Cecidocharini. Comprende 8 generi con 41 specie.
  - Dithrycini. Comprende 13 generi con 103 specie.
  - Eutretini. Comprende 16 generi con 96 specie.
  - Myopitini. Comprende 11 generi con 132 specie.
  - Noeetini. Comprende 8 generi con 21 specie.
  - Schistopterini. Comprende 10 generi con 55 specie.
  - Tephrellini. Comprende 40 generi con 178 specie.
  - Tephritini. Comprende 80 generi con 976 specie.
  - Terelliini. Comprende 6 generi con 104 specie.
  - Xyphosiini. Comprende 5 generi con 29 specie.
- Trypetinae. Si articola in 7 tribù con 118 generi e 1012 specie. Di questi, 21 generi con 39 specie non hanno collocazione sistematica nelle tribù.
  - Adramini. Comprende 26 generi con 183 specie.
  - Carpomyini. Comprende 12 generi con 123 specie.
  - Rivelliomimini. Comprende 3 generi con 6 specie.
  - Toxotrypanini. Comprende 3 generi con 235 specie.
  - Trypetini. Comprende 49 generi con 416 specie.
  - Xarnutini. Comprende 2 generi con 8 specie.
  - Zaceratini. Comprende 2 generi con altrettante specie.